# Dryophytes avivoca
Espèce
Statut de conservation UICN

 LC  : Préoccupation mineure
Synonymes
- Hyla avivoca Viosca, 1928
- Hyla phaeocrypta ogechiensis Neill, 1948
- Hyla avivoca ogechiensis Smith, 1953
- Hyla avivoca avivoca Smith, 1953

Dryophytes avivoca est une espèce d'amphibiens de la famille des Hylidae.

## Répartition
Cette espèce est endémique des États-Unis. Elle se rencontre dans les États de l'Est : en Louisiane, en Arkansas, dans le sud-est de l'Oklahoma, au Mississippi, en Alabama, dans le nord-ouest de la Floride, en Géorgie, dans le sud-ouest de la Caroline du Sud, dans l'ouest du Tennessee, dans l'ouest du Kentucky et dans le sud de l'Illinois.

## Publication originale
- Viosca, 1928 : A new species of Hyla from Louisiana. Proceedings of the Biological Society of Washington, vol. 41, p. 89-91 (texte intégral).